# (12883) Gassler
(12883) Gassler ist ein sehr kleiner, heller Asteroid des inneren Hauptgürtels, der am 17. August 1998 im Rahmen der LINEAR-Kampagne von einem Standort des Lincoln Laboratory in Socorro (New Mexico,  Vereinigte Staaten) entdeckt wurde.
Er wurde am 16. Januar 2023 nach Alaina Miriam Gassler benannt, eine Finalistin des Broadcom MASTER 2019 (ein Mathematik- und Wissenschaftswettbewerb für Mittelstufenschüler) für ihr Elektro- und Maschinenbauprojekt. Sie besuchte die Avon Grove Charter School in West Grove, Pennsylvania.